# Missionários da Divina Redenção
Os Missionários da Divina Redenção (em latim Congregatio Missionariorum a Divina Redemptione) são um instituto religioso masculino de direito pontifício: os membros desta congregação clerical adiam o seu nome com a sigla M.D.R..

## História
A congregação foi fundada em Visciano (Nápoles) em 1954 pelo padre italiano Arturo D'Onofrio (1914-2006) para a instrução e assistência aos órfãos e aos abandonados.
Foi erigido canonicamente como instituto de direito diocesano por Adolfo Binni, bispo de Nola, em 30 de dezembro de 1968 e aprovado pela Santa Sé em 19 de março de 1992.
Existe também o ramo feminino das Pequenas Apóstolas da Redenção.

## Atividades e difusão
Os Missionários da Divina Redenção dedicam-se à educação da juventude pobre e abandonada e à evangelização dos pobres.
Além da Itália, estão presentes na Colômbia, Costa Rica, Guatemala, México e Peru; a sede geral fica em Visciano.
Em 31 de dezembro de 2005, o instituto contava com 22 casas e 106 religiosos, dos quais 64 eram sacerdotes.

## Conexões externas
- «O site oficial dos Missionários da Divina Redenção»